# Heinrich Stürenburg
Heinrich Albert Julius Stürenburg (* 23. Juli 1847 in Hildburghausen; † 28. September 1934 in Dresden-Loschwitz) war ein deutscher Altphilologe, Turnfunktionär, Wehrexperte und Pädagoge, zuletzt als Rektor der Kreuzschule in Dresden.

## Leben
Er war der Sohn des Altphilologen und Gymnasialdirektors Diedrich Rudolf Stürenburg (1811–1856) und dessen Ehefrau Amalie Stürenburg, geborene Hohnbaum. Sie war die Tochter des Leibarztes des Herzogs Friedrich von Sachsen-Hildburghausen. Der Großvater Cyriak Stürenburg war Königlich Hannoverscher Justizcommissarius und mit dem Juristen Rudolf von Jhering verwandt. Heinrichs älterer Bruder Karl Stürenburg (1842–1865) war ebenfalls Klassischer Philologe.
Stürenburg besuchte ab 1857 das Gymnasium Georgianum in Hildburghausen. Von 1866 bis 1869 studierte er Klassische Philologie und Sprachwissenschaft bei Otto Jahn und Jacob Bernays an der Universität Bonn und bei Friedrich Ritschl, Georg Curtius und Reinhold Klotz an der Universität Leipzig. Er war Mitglied des Klassisch-Philologischen Vereins in Leipzig und verkehrte mit Friedrich Nietzsche. Ab 1869 war er Einjährig-Freiwilliger und kämpfte 1870/71 im Deutsch-Französischen Krieg, wo er verwundet wurde. Stürenburg war zuletzt Oberleutnant des 4. Magdeburger Landwehr-Regiments Nr. 67. Er setzte sein Studium 1871/72 bei Moriz Haupt, Hermann Bonitz und Theodor Mommsen an der Friedrich-Wilhelms-Universität Berlin fort. Im Jahr 1872 wurde er bei Ritschl zum Dr. phil. mit einer Arbeit über den römischen Dichter Lukrez promoviert. 1873 legte er sein Staatsexamen in Leipzig ab. Bereits 1872 bestand er die Turnlehrerprüfung an der Berliner Zentralturnanstalt und wurde Turnlehrer (als Geheimer Studienrat und Professor) an der Thomasschule zu Leipzig und 1883 dessen Konrektor. Zusätzlich war er von 1874 bis 1875 Adjunkt des Seminars für russische Philologie der Universität Leipzig. Von 1879 bis 1880 unternahm er Studienreisen nach Frankreich, Griechenland, Italien, das Osmanische Reich und Ägypten.
Von 1889 bis 1910 war er Rektor der Dresdner Kreuzschule. Er unterrichtete Griechisch und Latein sowie Geschichte und Literatur. Von 1910 bis 1920 war er Vorsitzender des Landesausschusses für Jugendpflege im Königreich Sachsen. Stürenburg publizierte zu topographisch-sprachlichen Themen und setzte sich besonders für die Förderung des Turnwesens ein. Er lehnte den von Kaiser Wilhelm I. gepriesenen vormilitärischen Unterricht ab und setzte auf sportliche Ausbildung („ABC der Leibeszucht“), die er als konsequentere Wehrhaftigkeit ansah. Stürenburg war als Student Turnwart des Turnvereins in Bonn, Vorturner der Berliner Turnerschaft und Vorsitzender der Vorturnerschaft des Allgemeinen Turnvereins zu Leipzig. Für seine Verdienste wurde er zum Ehrenmitglied der Deutschen Turnerschaft ernannt.
Zuletzt lebte er mit seiner 1882 geehelichten Frau Clara (1861–1928), Tochter des Bildhauers Bernhard Afinger, in einem Winzerhaus am Körnerplatz in Loschwitz, einem Villenstadtteil von Dresden. Der Maler Walther Witting porträtierte ihn. Nach seinem Tod wurde nach ihm die Stürenburgstraße benannt. Seine Kinder waren Bernhard und Gertrud Strüvenburg. Letztere gab in Dresden Klavierstunden.

## Auszeichnungen
Stürenburg hatte die Landwehr-Dienstauszeichnung sowie das Eiserne Kreuz II. Klasse und die Kriegsdenkmünze für die Feldzüge 1870–71 erhalten. Außerdem war er Ritter I. Klasse des Zivilverdienstordens sowie Ritter II. Klasse des Herzoglich Sachsen-Ernestinischen Hausordens.

## Werke
- De carminis Lucretiani libro primo. Acta Societatis Philologae Lipsiensis (herausgegeben von Friedrich Ritschl), Band 2,2, Leipzig 1872, S. 367–435. (zugleich Dissertation, Universität Leipzig, 1872)
- Erziehung zur Wehrhaftigkeit. Eduard Strauch, Leipzig 1878. (Tztg. 1901, S. 249, 293 ff.)
- Wehrpflicht und Erziehung., Carl Habel, Berlin 1879. (Deutsche Zeit- und Streitfragen, 116)
- De Romanorum cladibus Trasumenna et Cannensi. Adiecta Est Tabula Geographica. (Programm der Thomasschule) A. Edelmann, Leipzig 1883.
- Zu den Schlachtfeldern am Trasimenischen See und in den Caudinischen Pässen. (Programm der Thomasschule)  A. Edelmann, Leipzig 1889.
- Die Bezeichnung der Flußufer bei Griechen und Römern. (In: Festschrift der 44. Versammlung deutscher Philologen und Schulmänner, S. 287–331 und Beigabe zum Jahresbericht des Gymnasiums z. heil. Kreuz zu Dresden über das Schuljahr 1896/97) B.G. Teubner, Dresden 1897.
- Turnen und Wehrpflicht. Wilh. Walther, Oldenburg i.O. 1921.
- Militärische Jugendschulung rings um Deutschland. Wischhöver & Althoff, Münster 1926.
- Landschaftliche Schönheit. B.G. Teubner, Leipzig 1926.
- Erinnerungen eines Achtzigjährigen. Dresdner Anzeiger, Dresden 1930.
- Relative Ortsbezeichnung. Zum geographischen Sprachgebrauch der Griechen und Römer. B.G. Teubner, Leipzig-Berlin 1932.